# إل هيتو
بلدية إل هيتو (بالإسبانية: El Hito)‏، هي إحدى بلديات مقاطعة قونكة إحدى مقاطعات إسبانيا، والتي تقع في منطقة قشتالة لا منتشا وسط البلاد، والمائلة لجهة الشرق من إسبانيا.
يبلغ عدد سكانها 193 نسمة وفقاً لإحصائية سنة (2007).